# Temporada do Futbol Club Barcelona de 2016–17
O Futbol Club Barcelona, na temporada 2016–17, participará de quatro competições: La Liga, Copa del Rey, Supercopa da Espanha e UEFA Champions League.

## Uniforme
Fornecedor:
- Nike

Patrocinadores Principais:
- Qatar Airways
- Beko

| 1ª | 2ª | 3ª | 1º goleiro | 2º goleiro | 3º goleiro |

## Jogadores

### Elenco
Legenda:
- : Capitão
- : Prata da casa (Jogador da base)
- : Jogador suspenso
- : Jogador lesionado

### Transferências
| - : Jogadores que chegaram ou saíram sem custos | - : Jogadores que saíram após terem seus contratos rescindidos |

| Entradas         |      |                     |       |
| Jogador          | Pos. | Clube anterior      | Ref.  |
| Alex Song        | V    | West Ham            | [ 1 ] |
| Martín Montoya   | LD   | Betis               | [ 2 ] |
| Cristian Tello   | A    | Fiorentina          |       |
| Denis Suárez     | M    | Villarreal          | [ 3 ] |
| Samuel Umtiti    | Z    | Lyon                | [ 4 ] |
| Lucas Digne      | LE   | Paris Saint-Germain | [ 5 ] |
| André Gomes      | M    | Valencia            | [ 6 ] |
| Jasper Cillessen | G    | Ajax                | [ 7 ] |
| Paco Alcácer     | A    | Valencia            | [ 8 ] |

| Saídas           |      |                   |        |
| Jogador          | Pos. | Clube de destino  | Ref.   |
| Marc Bartra      | Z    | Borussia Dortmund | [ 9 ]  |
| Daniel Alves     | LD   | Juventus          | [ 10 ] |
| Sandro Ramírez   | A    | Málaga            | [ 11 ] |
| Alen Halilović   | M    | Hamburgo          | [ 12 ] |
| Adriano          | LE   | Beşiktaş          | [ 13 ] |
| Alex Song        | V    | Rubin Kazan       | [ 14 ] |
| Martín Montoya   | LD   | Valencia          | [ 15 ] |
| Thomas Vermaelen | Z    | Roma              | [ 16 ] |
| Cristian Tello   | A    | Fiorentina        | [ 17 ] |
| Claudio Bravo    | G    | Manchester City   | [ 18 ] |
| Sergi Samper     | V    | Granada           | [ 19 ] |
| Douglas          | LD   | Sporting de Gijón | [ 20 ] |
| Munir El Haddadi | A    | Valencia          | [ 21 ] |

## Estatísticas

### Desempenho da equipe
Atualizado até 15 de março de 2017

#### Desempenho geral
| Técnico      | J  | V  | E | D | GP  | GS | SG  | %     |
| ------------ | -- | -- | - | - | --- | -- | --- | ----- |
| Luis Enrique | 45 | 31 | 8 | 6 | 129 | 40 | +89 | 74.81 |

#### Como mandante
| Técnico      | J  | V  | E | D | GP | GS | SG  | %     |
| ------------ | -- | -- | - | - | -- | -- | --- | ----- |
| Luis Enrique | 22 | 17 | 4 | 1 | 79 | 14 | +65 | 83.33 |

#### Como visitante
| Técnico      | J  | V  | E | D | GP | GS | SG  | %     |
| ------------ | -- | -- | - | - | -- | -- | --- | ----- |
| Luis Enrique | 23 | 14 | 4 | 5 | 50 | 26 | +24 | 66.66 |

### Artilharia
Atualizado até 15 de março de 2017
| #   | Jogador        | Gols | La Liga | Copa del Rey | Champions League | Supercopa da Espanha |
| --- | -------------- | ---- | ------- | ------------ | ---------------- | -------------------- |
| 1º  | Lionel Messi   | 39   | 23      | 4            | 11               | 1                    |
| 2º  | Luis Suárez    | 29   | 21      | 4            | 3                | 1                    |
| 3º  | Neymar         | 14   | 8       | 2            | 4                | 0                    |
| 4º  | Arda Turan     | 13   | 3       | 4            | 4                | 2                    |
| 5º  | Rafinha        | 7    | 6       | 1            | 0                | 0                    |
| 6º  | Ivan Rakitić   | 6    | 5       | 1            | 0                | 0                    |
| 7º  | Gerard Piqué   | 3    | 2       | 0            | 1                | 0                    |
| 7º  | Denis Suárez   | 3    | 1       | 2            | 0                | 0                    |
| 7º  | Paco Alcácer   | 3    | 2       | 1            | 0                | 0                    |
| 10º | Aleix Vidal    | 2    | 2       | 0            | 0                | 0                    |
| 11º | Andrés Iniesta | 1    | 0       | 0            | 1                | 0                    |
| 11º | Jordi Alba     | 1    | 1       | 0            | 0                | 0                    |
| 11º | Lucas Digne    | 1    | 0       | 1            | 0                | 0                    |
| 11º | Samuel Umtiti  | 1    | 1       | 0            | 0                | 0                    |
| 11º | Jérémy Mathieu | 1    | 1       | 0            | 0                | 0                    |
| 11º | Munir          | 1    | 0       | 0            | 0                | 1                    |

### Hat-tricks
| Jogador      | Contra                   | Resultado | Data                   | Competição                |
| ------------ | ------------------------ | --------- | ---------------------- | ------------------------- |
| Luis Suárez  | Betis                    | 8-0       | 20 de agosto de 2016   | La Liga                   |
| Lionel Messi | Celtic                   | 7–0       | 13 de setembro de 2016 | Liga dos Campeões da UEFA |
| Lionel Messi | Manchester City          | 4–0       | 19 de outubro de 2016  | Liga dos Campeões da UEFA |
| Arda Turan   | Borussia Mönchengladbach | 4–0       | 6 de dezembro de 2016  | Liga dos Campeões da UEFA |
| Arda Turan   | Hércules                 | 7–0       | 21 de dezembro de 2016 | Copa del Rey              |

## Pré-temporada

### International Champions Cup de 2016
| 30 de julho de 2016 | Celtic        | 1 – 3     | Barcelona                                | Aviva Stadium, Dublin                   |
| 18:00 (UTC+0)       | Griffiths 29' | Relatório | Arda Turan 11' · Ambrose 31' · Munir 41' | Público: 24 000 Árbitro: IRL Neil Doyle |

| 3 de agosto de 2016 | Barcelona                                | 4 – 2     | Leicester           | Friends Arena, Estocolmo                          |
| 20:00 (UTC+1)       | Munir 26', 45' · Suárez 34' · Mújica 84' | Relatório | Ahmed Musa 47', 66' | Público: 42 879 Árbitro: SUE Martin Strömbergsson |

| 6 de agosto de 2016 | Liverpool                                            | 4 – 0     | Barcelona | Wembley Stadium, Londres                     |
| 17:00 (UTC+0)       | Mané 15' · Mascherano 47' · Origi 48' · Grujić 90+3' | Relatório |           | Público: 89 845 Árbitro: ING Martin Atkinson |

### Troféu Joan Gamper de 2016
| 10 de agosto de 2016 | Barcelona                   | 3 – 2 | Sampdoria                | Estádio Camp Nou, Barcelona                    |
| 20:30 (UTC+2)        | Suárez 16' · Messi 21', 34' |       | Muriel 27' · Budimir 78' | Público: 72 334 Árbitro: ESP Álvarez Izquierdo |

### Amistoso de patrocínio (Qatar Airways)[22][23]
| 13 de dezembro de 2016 | Al-Ahli                                 | 3 – 5     | Barcelona                                                      | Estádio Al-Gharafa, Doha    |
| 19:00 (UTC+3)          | Abdulrahman 51' (pen) · Assiri 60', 65' | Relatório | Suárez 8' · Messi 10' · Neymar 17' · Alcácer 55' · Rafinha 58' | Árbitro: QAT Fahad Al-Marri |

## Competições

### Supercopa da Espanha
Jogo de ida
| 14 de agosto de 2016 | Sevilla | 0 – 2 | Barcelona              | Estádio Ramón Sánchez Pizjuán, Sevilla   |
| 22:00                |         |       | Suárez 54' · Munir 81' | Público: 36 311 Árbitro: ESP Gil Manzano |

Jogo de volta
| 17 de agosto de 2016 | Barcelona                 | 3 – 0 | Sevilla | Estádio Camp Nou, Barcelona                      |
| 23:00                | Turan 9', 46' · Messi 54' |       |         | Público: 71 803 Árbitro: ESP Hernández Hernández |

### Supercopa da Catalunha
| 26 de outubro de 2016 | Barcelona | 0 – 1     | Espanyol   | Nou Estadi, Tarragona                                 |
| 21:30 (UTC+1)         |           | Relatório | Caicedo 9' | Público: 12 810 Árbitro: ESP Xavier Estrada Fernández |

### La Liga

#### Classificação na Liga
| Pos | Equipes            | Pts | J  | V  | E | D | GM | GS | SG  | Classificação ou rebaixamento                          |
| --- | ------------------ | --- | -- | -- | - | - | -- | -- | --- | ------------------------------------------------------ |
| 1   | Barcelona          | 60  | 26 | 18 | 6 | 2 | 76 | 21 | +55 | Fase de Grupos da Liga dos Campeões da UEFA de 2017–18 |
| 2   | Real Madrid        | 59  | 25 | 18 | 5 | 2 | 67 | 26 | +41 | Fase de Grupos da Liga dos Campeões da UEFA de 2017–18 |
| 3   | Sevilla            | 56  | 26 | 17 | 5 | 4 | 50 | 30 | +20 | Fase de Grupos da Liga dos Campeões da UEFA de 2017–18 |
| 4   | Atlético de Madrid | 49  | 26 | 14 | 7 | 5 | 48 | 22 | +26 | Play-offs da Liga dos Campeões da UEFA de 2017–18      |
| 5   | Real Sociedad      | 48  | 26 | 15 | 3 | 8 | 42 | 36 | +6  | Fase de Grupos da Liga Europa da UEFA de 2017-18       |

#### Resumo dos resultados
| Total |    |    |   |   |    |    |     |
| Pts   | J  | V  | E | D | GM | GS | SG  |
| 60    | 27 | 18 | 6 | 3 | 77 | 23 | +54 |

| Casa |    |   |   |   |    |    |     |
| Pts  | J  | V | E | D | GM | GS | SG  |
| 30   | 13 | 9 | 3 | 1 | 39 | 9  | +30 |

| Fora |    |   |   |   |    |    |     |
| Pts  | J  | V | E | D | GM | GS | SG  |
| 30   | 14 | 9 | 3 | 2 | 38 | 14 | +24 |

#### Partidas
1ª rodada
| 20 de agosto de 2016 | Barcelona                                          | 6 – 2     | Betis                 | Camp Nou, Barcelona                                   |
| 18:15 (UTC+2)        | Arda 6' · Messi 37', 57' · L. Suárez 42', 56', 82' | Relatório | Rubén Castro 21', 84' | Público: 65 731 Árbitro: ESP Alberto Undiano Mallenco |

2ª rodada
| 28 de agosto de 2016 | Athletic Bilbao | 0 – 1     | Barcelona   | San Mamés, Bilbau                                |
| 20:15 (UTC+2)        |                 | Relatório | Rakitić 21' | Público: 46 365 Árbitro: ESP Antonio Mateu Lahoz |

3ª rodada
| 10 de setembro de 2016 | Barcelona   | 1 – 2     | Alavés                         | Camp Nou, Barcelona                             |
| 20:30 (UTC+2)          | Mathieu 46' | Relatório | Deyverson 39' · Ibai Gómez 64' | Público: 74 237 Árbitro: ESP Mario Melero López |

4ª rodada
| 17 de setembro de 2016 | Leganés     | 1 – 5     | Barcelona                                                 | Municipal de Butarque, Leganés                            |
| 13:00 (UTC+2)          | Gabriel 80' | Relatório | Messi 15', 55' · L. Suárez 31' · Neymar 44' · Rafinha 64' | Público: 10 958 Árbitro: ESP Ricardo de Burgos Bengoetxea |

5ª rodada
| 21 de setembro de 2016 | Barcelona   | 1 – 1     | Atlético de Madrid | Camp Nou, Barcelona                                   |
| 22:00 (UTC+2)          | Rakitić 41' | Relatório | Correa 61'         | Público: 89 421 Árbitro: ESP David Fernández Borbalán |

6ª rodada
| 24 de setembro de 2016 | Sporting de Gijón | 0 – 5     | Barcelona                                                | El Molinón, Gijón                                    |
| 16:15 (UTC+2)          |                   | Relatório | L. Suárez 29' · Rafinha 32' · Neymar 81', 88' · Arda 85' | Público: 26 098 Árbitro: ESP Carlos del Cerro Grande |

7ª rodada
| 2 de outubro de 2016 | Celta de Vigo                                                  | 4 – 3     | Barcelona                   | Balaídos, Vigo                                     |
| 20:45 (UTC+2)        | Sisto 22' · Iago Aspas 31' · Mathieu 33' · Pablo Hernández 77' | Relatório | Piqué 58', 87' · Neymar 64' | Público: 20 901 Árbitro: ESP Iñaki Bikandi Garrido |

8ª rodada
| 15 de outubro de 2016 | Barcelona                                    | 4 – 0     | Deportivo La Coruña | Camp Nou, Barcelona                                      |
| 16:15 (UTC+2)         | Rafinha 21', 36' · L. Suárez 43' · Messi 58' | Relatório |                     | Público: 83 553 Árbitro: ESP José María Sánchez Martínez |

9ª rodada
| 22 de outubro de 2016 | Valencia                | 2 – 3     | Barcelona                        | Mestalla, Valência                                    |
| 17:15 (UTC+2)         | Munir 52' · Rodrigo 56' | Relatório | Messi 22', 90+4' · L. Suárez 62' | Público: 46 770 Árbitro: ESP Alberto Undiano Mallenco |

10ª rodada
| 29 de outubro de 2016 | Barcelona   | 1 – 0     | Granada | Camp Nou, Barcelona                                |
| 16:45 (UTC+2)         | Rafinha 48' | Relatório |         | Público: 82 914 Árbitro: ESP Juan Martínez Munuera |

11ª rodada
| 06 de novembro de 2016 | Sevilla    | 1 – 2     | Barcelona                 | Ramón Sánchez Pizjuán, Sevilha                    |
| 17:45 (UTC+2)          | Vitolo 15' | Relatório | Messi 43' · L. Suárez 61' | Público: 40 835 Árbitro: ESP Santiago Jaime Latre |

12ª rodada
| 19 de novembro de 2016 | Barcelona | 0 – 0     | Málaga | Camp Nou, Barcelona                                       |
| 13:15 (UTC+2)          |           | Relatório |        | Público: 83 439 Árbitro: ESP Ricardo de Burgos Bengoetxea |

13ª rodada
| 27 de novembro de 2016 | Real Sociedad    | 1 – 1     | Barcelona | Anoeta, San Sebastián                          |
| 17:45 (UTC+2)          | Willian José 53' | Relatório | Messi 59' | Público: 27 639 Árbitro: ESP Jesús Gil Manzano |

14ª rodada
| 03 de dezembro de 2016 | Barcelona     | 1 – 1     | Real Madrid      | Camp Nou, Barcelona                            |
| 13:15 (UTC+2)          | L. Suárez 53' | Relatório | Sergio Ramos 90' | Público: 98 485 Árbitro: ESP Carlos Clos Gómez |

15ª rodada
| 10 de dezembro de 2016 | Osasuna | 0 – 3     | Barcelona                        | Reyno de Navarra, Pamplona                         |
| 10:00 (UTC+2)          |         | Relatório | L. Suárez 59' · Messi 72', 90+2' | Público: 17 349 Árbitro: ESP Juan Martínez Munuera |

16ª rodada
| 16 de dezembro de 2016 | Barcelona                                 | 4 – 1     | Espanyol  | Camp Nou, Barcelona                                     |
| 17:45 (UTC+2)          | L. Suárez 18', 67' · Alba 68' · Messi 90' | Relatório | López 79' | Público: 79 370 Árbitro: ESP Antonio Miguel Mateu Lahoz |

17ª rodada
| 08 de janeiro de 2017 | Villarreal  | 1 – 1     | Barcelona | El Madrigal, Vila-real                                   |
| 20:45 (UTC+2)         | Sansone 49' | Relatório | Messi 90' | Público: 22 893 Árbitro: ESP Ignacio Iglesias Villanueva |

18ª rodada
| 14 de janeiro de 2017 | Barcelona                                              | 5 – 0     | Las Palmas | Camp Nou, Barcelona                                   |
| 16:15 (UTC+2)         | L. Suárez 14', 57' · Messi 52' · Turan 59' · Vidal 80' | Relatório |            | Público: 81 480 Árbitro: ESP Alberto Undiano Mallenco |

19ª rodada
| 22 de janeiro de 2017 | Eibar                                                    | 0 – 4     | Barcelona | Ipurua, Eibar                                           |
| 20:45 (UTC+2)         | D. Suárez 31' · Messi 50' · L. Suárez 68' · Neymar 90+1' | Relatório |           | Público: 6 340 Árbitro: ESP José María Sánchez Martínez |

20ª rodada
| 29 de janeiro de 2017 | Betis       | 1 – 1     | Barcelona     | Benito Villamarín, Sevilha                                      |
| 12:00 (UTC+2)         | Alegría 74' | Relatório | L. Suárez 90' | Público: 43 790 Árbitro: ESP Alejandro José Hernández Hernández |

21ª rodada
| 04 de fevereiro de 2017 | Barcelona | –         | Athletic Bilbao | Camp Nou, Barcelona |
| 16:15 (UTC+2)           |           | Relatório |                 | Árbitro: ESP        |

22ª rodada
| 11 de fevereiro de 2017 | Alavés | –         | Barcelona | Mendizorroza, Vitoria-Gasteiz |
| 16:15 (UTC+2)           |        | Relatório |           | Árbitro: ESP                  |

23ª rodada
| 19 de fevereiro de 2017 | Barcelona | –         | Leganés | Camp Nou, Barcelona |
| 20:45 (UTC+2)           |           | Relatório |         | Árbitro: ESP        |

24ª rodada
| 26 de fevereiro de 2017 | Atlético de Madrid | –         | Barcelona | Vicente Calderón, Madri |
| 16:15 (UTC+2)           |                    | Relatório |           | Árbitro: ESP            |

25ª rodada
| 01 de março de 2017 | Barcelona | –         | Sporting de Gijón | Camp Nou, Barcelona |
| (UTC+2)             |           | Relatório |                   | Árbitro: ESP        |

26ª rodada
| 05 de março de 2017 | Barcelona | –         | Celta de Vigo | Camp Nou, Barcelona |
| (UTC+2)             |           | Relatório |               | Árbitro: ESP        |

27ª rodada
| 12 de março de 2017 | Deportivo La Coruña | –         | Barcelona | Riazor, Corunha |
| (UTC+2)             |                     | Relatório |           | Árbitro: ESP    |

28ª rodada
| 19 de março de 2017 | Barcelona | –         | Valencia | Camp Nou, Barcelona |
| (UTC+2)             |           | Relatório |          | Árbitro: ESP        |

29ª rodada
| 02 de abril de 2017 | Granada | –         | Barcelona | Nuevo Los Cármenes, Granada |
| (UTC+2)             |         | Relatório |           | Árbitro: ESP                |

30ª rodada
| 05 de abril de 2017 | Barcelona | –         | Sevilla | Camp Nou, Barcelona |
| (UTC+2)             |           | Relatório |         | Árbitro: ESP        |

31ª rodada
| 09 de abril de 2017 | Málaga | –         | Barcelona | La Rosaleda, Málaga |
| (UTC+2)             |        | Relatório |           | Árbitro: ESP        |

32ª rodada
| 16 de abril de 2017 | Barcelona | –         | Real Sociedad | Camp Nou, Barcelona |
| (UTC+2)             |           | Relatório |               | Árbitro: ESP        |

33ª rodada
| 23 de abril de 2017 | Real Madrid | –         | Barcelona | Santiago Bernabéu, Madrid |
| (UTC+2)             |             | Relatório |           | Árbitro: ESP              |

34ª rodada
| 26 de abril de 2017 | Barcelona | –         | Osasuna | Camp Nou, Barcelona |
| (UTC+2)             |           | Relatório |         | Árbitro: ESP        |

35ª rodada
| 30 de abril de 2017 | Espanyol | –         | Barcelona | Cornellà-El Prat, Barcelona |
| (UTC+2)             |          | Relatório |           | Árbitro: ESP                |

36ª rodada
| 07 de maio de 2017 | Barcelona | –         | Villarreal | Camp Nou, Barcelona |
| (UTC+2)            |           | Relatório |            | Árbitro: ESP        |

37ª rodada
| 14 de maio de 2017 | Las Palmas | –         | Barcelona | Gran Canaria, Las Palmas |
| (UTC+2)            |            | Relatório |           | Árbitro: ESP             |

38ª rodada
| 21 de maio de 2017 | Barcelona | –         | Eibar | Camp Nou, Barcelona |
| (UTC+2)            |           | Relatório |       | Árbitro: ESP        |

### Copa del Rey

#### Dezesseis-avos
Jogo de ida
| 30 de Novembro de 2016 | Hércules  | 1 – 1     | Barcelona | José Rico Pérez, Alicante                       |
| 22:00 (UTC+2)          | Mainz 52' | Relatório | Aleñá 58' | Público: 14 250 Árbitro: ESP Daniel Ocón Arráiz |

Jogo de volta
| 21 de Dezembro de 2016 | Barcelona                                                                 | 7 – 0     | Hércules | Camp Nou, Barcelona                                    |
| 22:00 (UTC+2)          | Digne 37' · Rakitić 45' · Rafinha 50' · Turan 55', 86', 89' · Alcácer 73' | Relatório |          | Público: 64 025 Árbitro: ESP José Luis Munuera Montero |

#### Oitavas de final
Jogo de ida
| 05 de janeiro de 2017 | Athletic Bilbao           | 2 – 1     | Barcelona | Estádio de San Mamés, Bilbao                    |
| 21:15 (UTC+2)         | Aduriz 25' · Williams 28' | Relatório | Messi 52' | Público: 45 772 Árbitro: ESP Fernández Borbalán |

Jogo de volta
| 11 de janeiro de 2017 | Barcelona                                 | 3 – 1     | Athletic Bilbao | Camp Nou, Barcelona                            |
| 21:15 (UTC+2)         | Suárez 35' · Neymar 48' (pen) · Messi 78' | Relatório | Saboriti 51'    | Público: 71 455 Árbitro: ESP Jesús Gil Manzano |

#### Quartas de final
Jogo de ida
| 19 de janeiro de 2017 | Real Sociedad | 0 – 1     | Barcelona        | Estádio Anoeta, San Sebastián                            |
| 21:15 (UTC+2)         |               | Relatório | Neymar 21' (pen) | Público: 28 461 Árbitro: ESP José Luis González González |

Jogo de volta
| 26 de janeiro de 2017 | Barcelona                                                             | 5 – 2     | Real Sociedad                 | Camp Nou, Barcelona                                |
| 21:15 (UTC+2)         | Denis Suárez 17', 82' · Messi 55' (pen) · Luis Suárez 63' · Turan 80' | Relatório | Juanmi 62' · Willian José 73' | Público: 58 560 Árbitro: ESP Juan Martínez Munuera |

#### Semifinais
Jogo de Ida
| 1 de fevereiro de 2017 | Atlético de Madrid | 1 – 2     | Barcelona                | Vicente Calderón, Madri                                   |
| 21:00 (UTC+2)          | Griezmann 59'      | Relatório | L. Suárez 7' · Messi 33' | Público: 48 124 Árbitro: ESP Ricardo de Burgos Bengoetxea |

Jogo de Volta
| 7 de fevereiro de 2017 | Barcelona     | 1 – 1     | Atlético de Madrid | Camp Nou, Barcelona                            |
| 21:00 (UTC+2)          | L. Suárez 43' | Relatório | Gameiro 83'        | Público: 67 734 Árbitro: ESP Jesús Gil Manzano |

#### Final
| 27 de maio de 2017 | Barcelona | 3–1 | Alavés | Estádio Vicente Calderón, Madri |
| 15:00 (UTC+2)      |           |     |        | Árbitro: ESP                    |

### Liga dos Campeões da UEFA

#### Fase de grupos
| Pos | Equipe                   | Pts | J | V | E | D | GP | GC | SG  | Classificado                     |  | BAR | MC  | MGB | CEL |
| --- | ------------------------ | --- | - | - | - | - | -- | -- | --- | -------------------------------- |  | --- | --- | --- | --- |
| 1   | Barcelona                | 15  | 6 | 5 | 0 | 1 | 20 | 4  | +16 | Classificado às oitavas de final |  | —   | 4–0 | 4–0 | 7–0 |
| 2   | Manchester City          | 9   | 6 | 2 | 3 | 1 | 12 | 10 | +2  | Classificado às oitavas de final |  | 3–1 | —   | 4–0 | 1–1 |
| 3   | Borussia Mönchengladbach | 5   | 6 | 1 | 2 | 3 | 5  | 12 | −7  | Transferido para Liga Europa     |  | 1–2 | 1–1 | —   | 1–1 |
| 4   | Celtic                   | 3   | 6 | 0 | 3 | 3 | 5  | 16 | −11 | Eliminado                        |  | 0–2 | 3–3 | 0–2 | —   |

| 13 de setembro de 2016 | Barcelona                                                       | 7 – 0     | Celtic | Camp Nou, Barcelona                         |
| 20:45 (UTC+2)          | Messi 3', 27', 60' · Neymar 50' · Iniesta 59' · Suárez 75', 88' | Relatório |        | Público: 73 290 Árbitro: ROU Ovidiu Hațegan |

| Barcelona | Celtic |

| 28 de setembro de 2016 | Borussia Mönchengladbach | 1 – 2     | Barcelona             | Borussia-Park, Mönchengladbach             |
| 20:45 (UTC+2)          | Hazard 34'               | Relatório | Turan 65' · Piqué 74' | Público: 46 283 Árbitro: SVN Damir Skomina |

| Borussia M. | Barcelona |

| 19 de outubro de 2016 | Barcelona                        | 4 – 0     | Manchester City | Camp Nou, Barcelona                        |
| 20:45 (UTC+2)         | Messi 17', 61', 69' · Neymar 89' | Relatório |                 | Público: 96 290 Árbitro: SRB Milorad Mažić |

| Barcelona | Man. City |

| 1 de novembro de 2016 | Manchester City                   | 3 – 1     | Barcelona | Etihad Stadium, Manchester                 |
| 20:45 (UTC+2)         | Gündoğan 39', 74' · De Bruyne 51' | Relatório | Messi 21' | Público: 53 340 Árbitro: HUN Viktor Kassai |

| Man. City | Barcelona |

| 23 de novembro de 2016 | Celtic | 0 – 2     | Barcelona            | Celtic Park, Glasgow                        |
| 20:45 (UTC+2)          |        | Relatório | Messi 23', 56' (pen) | Público: 57 937 Árbitro: ITA Daniele Orsato |

| Celtic | Barcelona |

| 6 de dezembro de 2016 | Barcelona                       | 4 – 0     | Borussia Mönchengladbach | Camp Nou, Barcelona                         |
| 20:45 (UTC+2)         | Messi 16' · Turan 50', 53', 67' | Relatório |                          | Público: 67 157 Árbitro: RUS Sergei Karasev |

| Barcelona | Borussia M. |

#### Fase final

##### Oitavas de final
Jogo de ida
| 14 de fevereiro de 2017 | Paris Saint-Germain                          | 4 – 0     | Barcelona | Estádio Parc des Princes, Paris               |
| 20:45 (UTC+2)           | Di María 14', 55' · Draxler 40' · Cavani 72' | Relatório |           | Público: 46 484 Árbitro: POL Szymon Marciniak |

| PSG | Barcelona |

Jogo de volta
| 8 de março de 2017 | Barcelona                                                                                    | 6 – 1     | Paris Saint-Germain | Camp Nou, Barcelona                        |
| 20:45 (UTC+2)      | Luis Suárez 3' · Kurzawa 40' · Messi 50' (pen) · Neymar 88', 90' (pen) · Sergi Roberto 90+1' | Relatório | Cavani 62'          | Público: 96 290 Árbitro: GER Deniz Aytekin |

| Barcelona | PSG |

##### Quartas de final
Jogo de ida
| 11 ou 12 de abril de 2017 | A definir | – | A definir |             |
| (UTC+2)                   |           |   |           | Árbitro: ND |

Jogo de volta
| 18 ou 19 de abril de 2017 | A definir | – | A definir |             |
| (UTC+2)                   |           |   |           | Árbitro: ND |